# Capilla del Obispo

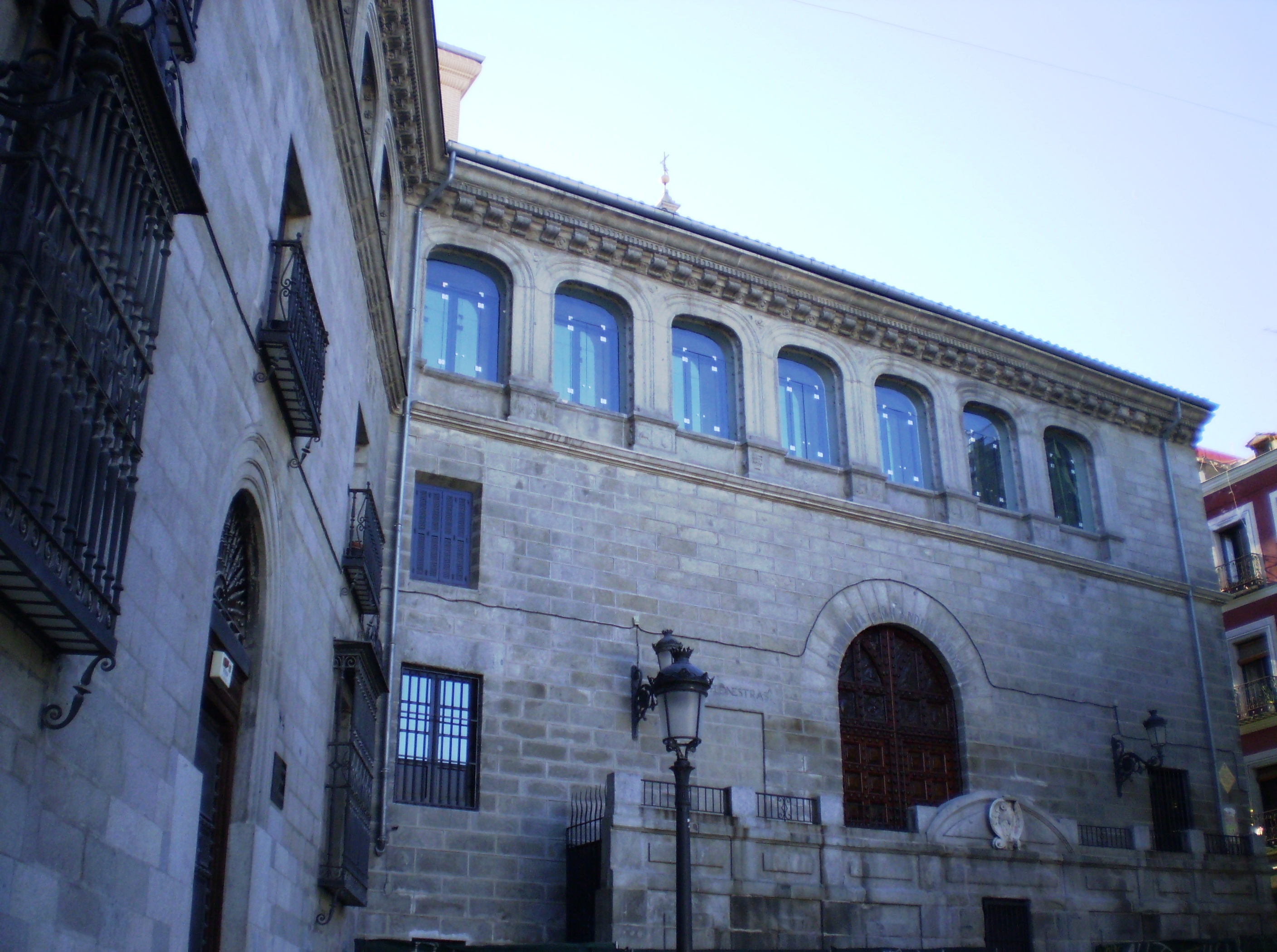
Capilla del Obispo, facciata Nord in stile rinascimentale affacciata sulla Plaza de la Paja.

La Capilla del Obispo, nome ufficiale Capilla de santa María y san Juan Letrán (Cappella di Santa Maria e San Giovanni in Laterano), è un edificio religioso del secolo XVI, che si trova a Madrid, capitale della Spagna. 
Interessante per lo stile architettonico – di transizione tra lo stile gotico, evidente nella pianta e nella struttura, e quello rinascimentale, evidente nella facciata meridionale e nelle decorazioni degli interni –l'edificio è stato dichiarato monumento nazionale nel 1931.

## Sede

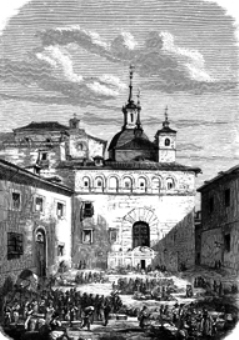
La Capilla del Obispo in un'incisione del 1860. Sullo sfondo, il campanile e la cupola della Chiesa di S. Andrea, a sinistra il palazzo dei Vargas.

La Capilla del Obispo appartiene alla parrocchia di S. Andrea costituita da tre differenti edifici: 
- la Capilla del Obispo;
- la Chiesa di Sant'Andrea (in spagnolo: Iglesia de San Andrés), di impianto gotico; e
- la Cappella di San Isidoro (in spagnolo: Capilla de san Isidro), in stile barocco.

Il monumento occupa quasi un intero isolato, ed è delimitato dalle piazze de los Carros y de san Andrés (a sud), Costanilla de san Pedro (a est), Costanilla de san Andrés (a ovest) e Plaza de la Paja (a nord). Fino a un recente passato i tre edifici erano separati; un restauro quarantennale, finanziato dalla Comunità di Madrid, e terminato nel giugno 2010, ha ripristinato fra l'altro il collegamento fra le tre strutture.

## Storia
La Capilla del Obispo fu edificata tra il 1520 e il 1535 sul sito di una primitiva cappella, risalente all'epoca di Alfonso VIII di Castiglia, per ospitare le spoglie di Sant'Isidoro l'Agricoltore. Promotore dell'iniziativa fu Francisco de Vargas, presso la cui famiglia, uno dei più importanti a Madrid durante il medioevo, nel XII secolo aveva lavorato il santo; tuttavia il completamento dell'opera avvenne grazie al figlio Gutierre de Vargas y Carvajal (1506 - 1559), vescovo di Plasencia dal 1524 al 1559, al quale si devono le fondamenta della Capilla e le sontuose decorazioni dell'interno. In suo onore l'edificio divenne popolarmente noto col nome di Capilla del Obispo (Cappella del Vescovo), nonostante la dedica ufficiale alla Madonna e a San Giovanni in Laterano.